# 2011 par pays en Amérique

## Argentine
- 23 octobre : Politique : l'élection présidentielle voit la réélection de Cristina Fernández de Kirchner pour un second mandat dès le premier tour, avec 53,96 % des voix[1].

## Colombie
- 4 novembre : opération Odiseo contre les FARC.

## Équateur
- 7 mai : consultation populaire (référendum).

## Guatemala
- 11 septembre et 6 novembre : élection présidentielle, Otto Pérez Molina est élu.

## Haïti
- 20 mars : second tour des élections générales, Michel Martelly est élu président.

## Jamaïque
- 29 décembre : Politique : les élections législatives sont remportées par le Parti national du peuple avec 42 sièges sur 63, devant le Parti travailliste de Jamaïque[2].

## Mexique
- 25 août : attentat à Monterrey.
- du 14 au 30 octobre : Sport : les XVIe Jeux panaméricains se tiennent à Guadalajara dans le Jalisco.

## Nicaragua
- 6 novembre : élections générales.

## Pérou
- 10 avril et 5 juin : élections générales.
- 28 juillet : Ollanta Humala entre en fonctions comme président de la République ; Salomón Lerner devient Premier ministre.